# Teinobasis euglena
Teinobasis euglena là một loài chuồn chuồn kim trong họ Coenagrionidae.
Teinobasis euglena được Lieftinck miêu tả khoa học năm 1934.